# 梁国斌
梁国斌（1910年2月—1980年3月5日），男，福建长汀人，中华人民共和国政治人物。

## 生平
梁国斌出生于福建省长汀县城关镇一个工人家庭。1927年参加革命。1928年加入中国共产主义青年团，1929年转入中国共产党，任长汀县城区郊区支部书记。1929年深秋参与古城暴动。1930年起，历任汀州市苏维埃政府分配房屋财产委员会主任，汀州市苏维埃政府工农检察部长，汀州市委代理书记，汀州市委特派员兼工人赤卫军政委，福建省委监察委员，国家政治保卫局福建省分局侦察部长，特委委员兼保卫局长，分区肃反委员会主任等职。1934年10月，中央红军长征出发，梁国斌任长汀县苏维埃政府的特派员，被派往宁化、清流保卫党政军首长安全。1935年8月，在宁战斗中因弹尽无援被捕，被集中到瑞金然后押往原籍识别身份。途中与罗化成逃走，在深山野林中生存了50多天，通过梁国斌的母亲和弟弟梁友三找到了党组织，考虑长汀白色恐怖严重，为了保存干部，二人被区委书记毛钟鸣派遣经南昌绕道上海乘船于1935年11月到香港，找到了接头人邓芳（中央苏区国家保卫局局长邓发的哥哥），但一时找不到上级组织，就自发组成了九龙工作委员会，发展了几十个人，办了小册子《铁流》。1936年夏，终于与上级组织接上了关系，审查了他们的表现之后，让他们参加组织活动。
抗日战争爆发后，1937年8月，南方局派遣梁国斌、罗化成到闽西南张鼎丞、邓子恢、谭震林领导的闽西南抗日义勇军（后改编为新四军二支队）工作。1937年9月，参加了闽西南军政委员会扩大会议，从延安回来的方方传达了党中央、毛泽东关于在统一战线中坚持“独立自主”原则的指示，坚持“政治上采取攻势，军事上采取自卫”的政策。会后，张鼎丞指示梁国斌，闽西南省委已经决定任命梁国斌为闽西南抗日义勇军驻龙岩办事处主任，任务是：继续做好统一战线工作，与当局（专员公署、师管区司令）联络，领取军费及物资；扩大党的抗日救国主张的宣传，扩大政治影响；联系和护送各地来抗日义勇军的干部和青年；以及秘密发展党的组织。1938年2月，梁国斌任新四军二支队侦察参谋，随张鼎丞、邓子恢率领的新四军二支队，经长汀、瑞金，在于都换船顺贡水、赣江抵达樟树，乘火车到玉山，行军赴皖南抗日前线。1939年春，项英到二支队视察，了解到梁国斌在中央苏区搞保卫工作，就调梁国斌任军部教导总队调查统计科长，1939年8月以军部常驻江北指挥部巡视员身份，到新四军江北指挥部搞保卫工作。此时，正值“杨曹逃跑事件”（四支队团长杨克志、政委曹玉福）和财神庙游击队被缴械事件发生，邓子恢决定先在津浦路东五支队开始抽调干部在半塔集办保卫工作训练班；四支队暂缓。一个多月后路东保卫训练班结业，五支队从支队部到营的各级配备了保卫干部。梁国斌回到路西，成立了“新四军江北指挥部军法处”，任处长。陆续又办了几期保卫训练班。到1940年春，江北新四军部队的保卫工作都系统地建立起来。1940年春，新四军的半塔集保卫战胜利，打退了江苏省主席韩德勤的进攻，路东八县（盱眙、嘉山、高邮、仪征、天长、来安、六合）成立抗日民主县政府，开展减租减息斗争，发动起群众。1940年5月，路东抗日民主政权“淮南津浦路东抗日联防办事处”成立，邓子恢（江北指挥部政治部主任）任主任，方毅（新四军五支队政治部主任）任副主任，梁国斌兼任联防办事处地方保安总处处长，各县设保安分处。1940年7月，路东八县发动了地主武装暴乱，疯狂屠杀抗日干部群众，企图推翻路东抗日民主政权。用了不到三个星期的时间，粉碎了这次暴乱。1940年9月，日军集中一万多兵力，分九路向路东抗日根据地大扫荡，梁国斌担任盱凤嘉三县临时地委书记兼独立第三团政委，指挥当地军民的对敌斗争。1941年5月，梁国斌调任重建军部后的新四军政治部锄奸部副部长。1942年初，梁国斌被派遣到新四军七师调查了解项英被杀害情况。后来，梁国斌任新四军政治部锄奸部部长，新四军政治部保卫部部长。   
国共内战期间，任华东军区政治部保卫部长、中共华东局社会部副部长。1949年5月上海解放后，梁国斌出任上海市军管会公安部部长，李士英为副部长。 实施《约法八章》和《入城守则》。在接管的头20多天时间，上海发生了50多起重大抢劫案，当场捕获匪徒500余人。
1949年7月中国人民解放军进军福建，出任中共福建省委常委兼社会部长、省公安厅厅长，同时还兼任省检察长，省委台湾工作委员会主任。1950年10月，开展镇压反革命的运动。
1951年，调离福建。回上海，担任华东行政委员会公安部副部长。后又兼任中共中央华东局委员、华东局社会部部长、华东行政委员会公安局长兼华东公安军政委。
1954年12月，梁国斌调任最高人民检察院副检察长、党组副书记。
1958年2月12日，梁国斌任公安部副部长、党组成员，分管劳改劳教、治安（含刑事犯罪斗争）、消防工作，兼任中央监察委员会驻公安部监察组组长。把大量县级办的劳改单位上收到省里。1959年6月1日，“全国劳动改造罪犯工作展览会”在北京正式开幕，于11月中旬结束，观众达50万人次。全国“社会主义教育运动”开始后，根据毛泽东指示，梁国斌组织有关部门发了一个文件，强调犯人交待余罪不能加刑。
1964年初，中组部、中监委从中央各部门抽调700余名干部组成中央工作团，到贵阳市进行城市“四清”运动，钱瑛（中央监察委员会副书记）为团长，梁国斌为副团长。中共中央决定改组贵州省委，任命西南局书记李大章兼任贵州省委第一书记，钱瑛任第二书记 ，西南局监察组组长陈刚任第三书记，梁国斌任贵州省委书记，分管全省的政法工作。
1965年调任上海市副市长、中共上海市委书记处书记，主管政法工作。文化大革命中受到冲击，被隔离审查。身患肺结核，错误治疗导致结核菌扩散引起胸椎结核。1975年对梁国斌宣布解放，工资补发。文革后任上海市人大常委会副主任。1980年在上海逝世。

## 家人
- 夫人沈爱平（1920年8月-）：11岁进上海一家烟厂当童工包香烟。1938年9月进入新四军教导总队女生八队。1938年11月入党。1940年6月结婚。